# Janet Lee
Pour les articles homonymes, voir Lee.
Janet Lee (née le 22 octobre 1976 à Lafayette, Indiana) est une joueuse de tennis taïwanaise, professionnelle de 1995 à 2006.
Représentant régulièrement son pays en Fed Cup, elle a participé aux Jeux olympiques de Sydney en 2000 : associée à Tzu-Ting Weng, elle a concédé la défaite au 1er tour de l'épreuve du double dames.
À deux reprises, elle a atteint le 3e tour en simple dans une épreuve du Grand Chelem.
Janet Lee a gagné trois tournois WTA en double au cours de sa carrière.

## Palmarès

### Titres en double dames
| No | Date       | Nom et lieu du tournoi            | Catégorie | Dotation  | Surface    | Partenaire      | Finalistes                           | Score         |          |
| -- | ---------- | --------------------------------- | --------- | --------- | ---------- | --------------- | ------------------------------------ | ------------- | -------- |
| 1  | 23/07/2001 | Bank of the West Classic Stanford | Tier II   | 565 000 $ | Dur (ext.) | Wynne Prakusya  | Nicole Arendt Caroline Vis           | 3-6, 6-3, 6-3 | Parcours |
| 2  | 09/09/2002 | SVW Polo Open Shanghai            | Tier IV   | 140 000 $ | Dur (ext.) | Anna Kournikova | Rika Fujiwara Ai Sugiyama            | 7-5, 6-3      | Parcours |
| 3  | 10/02/2003 | Qatar Total FinaElf Open Doha     | Tier III  | 170 000 $ | Dur (ext.) | Wynne Prakusya  | María Vento-Kabchi Angelique Widjaja | 6-1, 6-3      | Parcours |

### Finales en double dames
| No | Date       | Nom et lieu du tournoi       | Catégorie | Dotation  | Surface    | Vainqueures                          | Partenaire     | Score          |          |
| -- | ---------- | ---------------------------- | --------- | --------- | ---------- | ------------------------------------ | -------------- | -------------- | -------- |
| 1  | 19/02/2001 | IGA US Indoors Oklahoma City | Tier III  | 170 000 $ | Dur (int.) | Amanda Coetzer Lori McNeil           | Wynne Prakusya | 6-3, 2-6, 6-0  | Parcours |
| 2  | 24/09/2001 | Wismilak International Bali  | Tier III  | 170 000 $ | Dur (ext.) | Evie Dominikovic Tamarine Tanasugarn | Wynne Prakusya | 6-74, 6-2, 6-3 | Parcours |
| 3  | 01/10/2001 | AIG Japan Open Tokyo         | Tier III  | 170 000 $ | Dur (ext.) | Liezel Huber Rachel McQuillan        | Wynne Prakusya | 6-2, 6-0       | Parcours |

## Parcours en Grand Chelem

### En simple dames
| Année | Open d'Australie | Open d'Australie | Internationaux de France | Internationaux de France | Wimbledon       | Wimbledon       | US Open         | US Open          |
| ----- | ---------------- | ---------------- | ------------------------ | ------------------------ | --------------- | --------------- | --------------- | ---------------- |
| 1993  | -                | -                | -                        | -                        | -               | -               | 1er tour (1/64) | Tami Whitlinger  |
| 1995  | -                | -                | -                        | -                        | -               | -               | 2e tour (1/32)  | Naoko Sawamatsu  |
| 1996  | 1er tour (1/64)  | Monica Seles     | -                        | -                        | -               | -               | -               | -                |
| 1997  | -                | -                | 1er tour (1/64)          | Irina Spîrlea            | -               | -               | 2e tour (1/32)  | Anke Huber       |
| 1998  | 1er tour (1/64)  | Arantxa Sánchez  | 1er tour (1/64)          | Rita Grande              | 2e tour (1/32)  | Sylvia Plischke | 1er tour (1/64) | Gala León García |
| 1999  | 3e tour (1/16)   | Amanda Coetzer   | 1er tour (1/64)          | Lilia Osterloh           | 2e tour (1/32)  | Corina Morariu  | 1er tour (1/64) | M. A. Sánchez    |
| 2000  | 1er tour (1/64)  | Sandra Nacuk     | -                        | -                        | -               | -               | 3e tour (1/16)  | Nathalie Tauziat |
| 2001  | 1er tour (1/64)  | Serena Williams  | -                        | -                        | 2e tour (1/32)  | Amy Frazier     | -               | -                |
| 2002  | 1er tour (1/64)  | Amélie Mauresmo  | 1er tour (1/64)          | Anne Kremer              | 1er tour (1/64) | Émilie Loit     | -               | -                |
| 2003  | -                | -                | -                        | -                        | 1er tour (1/64) | Shinobu Asagoe  | -               | -                |

À droite du résultat, l’ultime adversaire.

### En double dames
| Année | Open d'Australie           | Open d'Australie           | Internationaux de France      | Internationaux de France  | Wimbledon                    | Wimbledon                  | US Open                      | US Open                    |
| ----- | -------------------------- | -------------------------- | ----------------------------- | ------------------------- | ---------------------------- | -------------------------- | ---------------------------- | -------------------------- |
| 1995  | -                          | -                          | -                             | -                         | -                            | -                          | 1er tour (1/32) Lindsay Lee  | A. Fusai K. Guse           |
| 1996  | -                          | -                          | -                             | -                         | -                            | -                          | 2e tour (1/16) Lindsay Lee   | Nicole Arendt M. Bollegraf |
| 1997  | 2e tour (1/16) H. Nagyová  | Nicole Arendt M. Bollegraf | 1er tour (1/32) S. Jeyaseelan | A. Coetzer Mary Pierce    | 1er tour (1/32) A. Olsza     | Laura Golarsa P. Schnyder  | 1er tour (1/32) Lindsay Lee  | L. Montalvo L. Pleming     |
| 1998  | 2e tour (1/16) Lindsay Lee | S. Appelmans M. Oremans    | 2e tour (1/16) Wang Shi-Ting  | M. Hingis Jana Novotná    | 2e tour (1/16) Wang Shi-Ting | M. de Swardt Debbie Graham | 2e tour (1/16) Wang Shi-Ting | L. Courtois Maja Murić     |
| 1999  | 1er tour (1/32) S. De Beer | V. Ruano Paola Suárez      | 1er tour (1/32) Wang Shi-Ting | Alicia Ortuno C. Torrens  | -                            | -                          | -                            | -                          |
| 2001  | 2e tour (1/16) W. Prakusya | A. Fusai Rita Grande       | 2e tour (1/16) W. Prakusya    | De Villiers A. Ellwood    | 1er tour (1/32) W. Prakusya  | Kim Clijsters Ai Sugiyama  | -                            | -                          |
| 2002  | 2e tour (1/16) W. Prakusya | S. Asagoe Rika Fujiwara    | 1er tour (1/32) W. Prakusya   | A. Augustus J. Russell    | 3e tour (1/8) W. Prakusya    | A. Kournikova Chanda Rubin | 2e tour (1/16) W. Prakusya   | Navrátilová Tulyaganova    |
| 2003  | 2e tour (1/16) W. Prakusya | N. Dechy Émilie Loit       | 1er tour (1/32) W. Prakusya   | Els Callens Meilen Tu     | 2e tour (1/16) W. Prakusya   | L. Granville A. Stevenson  | 1er tour (1/32) W. Prakusya  | Els Callens Meilen Tu      |
| 2004  | 2e tour (1/16) J. Hopkins  | Tina Križan K. Srebotnik   | 1er tour (1/32) J. Lehnhoff   | S. Kuznetsova Likhovtseva | 2e tour (1/16) J. Kostanić   | Nadia Petrova Shaughnessy  | 1/4 de finale Peng Shuai     | B. Schett P. Schnyder      |
| 2005  | 3e tour (1/8) Peng Shuai   | Navrátilová M. Paštiková   | 1er tour (1/32) Peng Shuai    | Likhovtseva V. Zvonareva  | 2e tour (1/16) L. Granville  | S. Kuznetsova A. Mauresmo  | 2e tour (1/16) Peng Shuai    | Li Ting Sun Tiantian       |
| 2006  | 2e tour (1/16) Amy Frazier | Cara Black Rennae Stubbs   | -                             | -                         | -                            | -                          | -                            | -                          |

Sous le résultat, la partenaire ; à droite, l’ultime équipe adverse.

### En double mixte
| Année | Open d'Australie           | Open d'Australie         | Internationaux de France      | Internationaux de France   | Wimbledon                    | Wimbledon              | US Open                     | US Open                    |
| ----- | -------------------------- | ------------------------ | ----------------------------- | -------------------------- | ---------------------------- | ---------------------- | --------------------------- | -------------------------- |
| 1998  | -                          | -                        | -                             | -                          | 1er tour (1/32) Michael Sell | D. Monami Tom Vanhoudt | -                           | -                          |
| 2001  | -                          | -                        | -                             | -                          | 1er tour (1/32) Jim Thomas   | Lisa McShea Bob Bryan  | -                           | -                          |
| 2002  | -                          | -                        | -                             | -                          | 1er tour (1/32) Jim Thomas   | T. Garbin David Rikl   | 1er tour (1/16) David Adams | Nicole Arendt Gastón Etlis |
| 2003  | 1/4 de finale Jared Palmer | Rennae Stubbs D. Johnson | 1er tour (1/16) Daniel Nestor | S. Kuznetsova Jared Palmer | 1er tour (1/32) Jim Thomas   | A. Spears Jared Palmer | 2e tour (1/8) Jared Palmer  | Lisa Raymond Mike Bryan    |

Sous le résultat, le partenaire ; à droite, l’ultime équipe adverse.

## Parcours aux Masters

### En double dames
| # | Date       | Nom de l'édition                     | ($)       | Surface    | Résultat      | Partenaire     | Ultimes adversaires        | Score    |          |
| - | ---------- | ------------------------------------ | --------- | ---------- | ------------- | -------------- | -------------------------- | -------- | -------- |
| 1 | 04/11/2002 | Home Depot Championships Los Angeles | 3 000 000 | Dur (int.) | 1/4 de finale | Wynne Prakusya | Lisa Raymond Rennae Stubbs | 6-3, 6-1 | Parcours |

## Parcours aux Jeux olympiques

### En double dames
| # | Date       | Nom de l'olympiade   | Surface    | Résultat        | Partenaire    | Ultimes adversaires                | Score     |          |
| - | ---------- | -------------------- | ---------- | --------------- | ------------- | ---------------------------------- | --------- | -------- |
| 1 | 19/09/2000 | Olympic Games Sydney | Dur (ext.) | 1er tour (1/16) | Weng Tzu-Ting | Elena Tatarkova Anna Zaporozhanova | 6-3, 7-64 | Parcours |

## Classements WTA en fin de saison

### En simple
| Année | 1993 | 1994 | 1995 | 1996 | 1997 | 1998 | 1999 | 2000 | 2001 | 2002 | 2003 | 2004 | 2005 |
| Rang  | 542  | 266  | 166  | 175  | 112  | 86   | 96   | 116  | 115  | 205  | 160  | 305  | 685  |

Source : (en) « Classements de Janet Lee », sur le site officiel du WTA Tour

### En double
| Année | 1994 | 1995 | 1996 | 1997 | 1998 | 1999 | 2000 | 2001 | 2002 | 2003 | 2004 | 2005 |
| Rang  | 592  | 254  | 157  | 67   | 83   | 404  | 128  | 34   | 22   | 54   | 42   | 56   |

Source : (en) « Classements de Janet Lee », sur le site officiel du WTA Tour